# ملعب فيرينك سوسزا
ملعب فيرينك سوسزا كان يُسمى سابقاً ملعب مجري أوت هو ملعب كرة قدم يقع في بودابست، المجر، يتسع لـ 14817 متفرج. بدأ بناؤه في 1921 وافتتح في 1922. مُنذ عام 2003 سُمي الملعب باسم فيرينك سوسزا أحد أفضل لاعبو كرة القدم المجرية.

## معرض صور

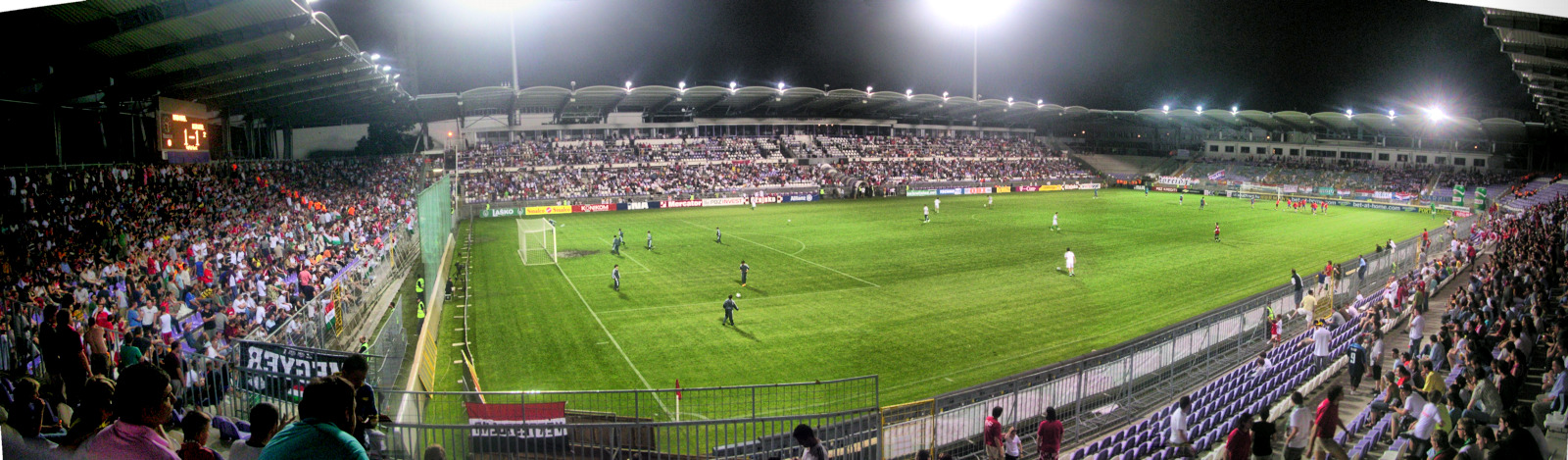
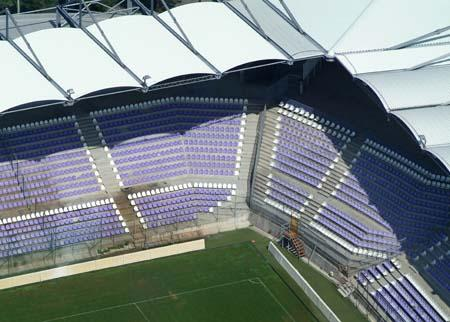
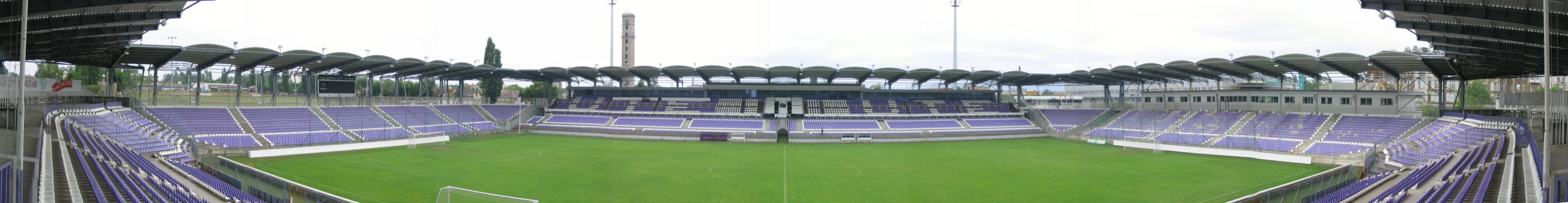